# Tricyrtis macrantha
Tricyrtis macrantha là một loài thực vật có hoa trong họ Măng tây. Loài này được Maxim. miêu tả khoa học đầu tiên năm 1888.